# عظاءة شبه لاعظمية
عظاءة شبه لاعظمية (الاسم العلمي:†Quasianosteosaurus) هي جنس منقرض من الإكصوريات تتبع فصيلة العظاءات شبه لاعظمية.
عرفت من أواخر فترة الثلاثي المبكر (مرحلة الأولنكي المتأخرة) واكتشفت أحافيرها في سبيتسبرغن في أرخبيل سفالبارد في النرويج. تم تسميتها لأول مرة من قبل مايكل مايش وأندرياس ماتزكي في عام 2003 والنوع النمطي هو العظاءة شبه لاعظمية الفايكنغية.
الاسم العلمي باللاتينية مركب من Quasi والتي تعني «تقريبًا» وanosteos التي تعني «بلا عظم» وsaurus أي «عظاءة» في إشارة إلى عينة النمط النموذجي التي عثر عليها والتي تكاد تكون حصريًا مكونة من الجمجمة مع القليل جدًا من العظم الأصلي. واسم النوع النمطي المحدد مشتق من جبل فايكنغ Vikinghøgda أو Mount Viking حيث تم العثور على العينة. لا يعرف ظاءة شبه لاعظمية إلا من خلال النموذج الصغير MNHN Nr. SVT 331 وهو عبارة عن جمجمة جزئية محمية ثلاثية الأبعاد تتكون من الخطم والمناطق المحيطة وما بعده. هذه الجمجمة هي أكبر جمجمة إكصور وجدت من زمن مبكر من العصر الثلاثي المعروف ويبلغ طول القحف فيها 50 سم. تم جمعها من أسفل غريبيا نيفو من تشكيل ستيكي كيب (Sticky Keep Formation) في مجموعة ساسيندالين في جبل فايكنغ في ساسيندالن. وجد تحليل الذي أجراه مايش وماتزكي (2003) أن هذا الجنس من الإكصوريات القاعدية ويعتبر أصنوفة شقيقة عظائيات هيون.